# Jochen Schmidt (Autor)

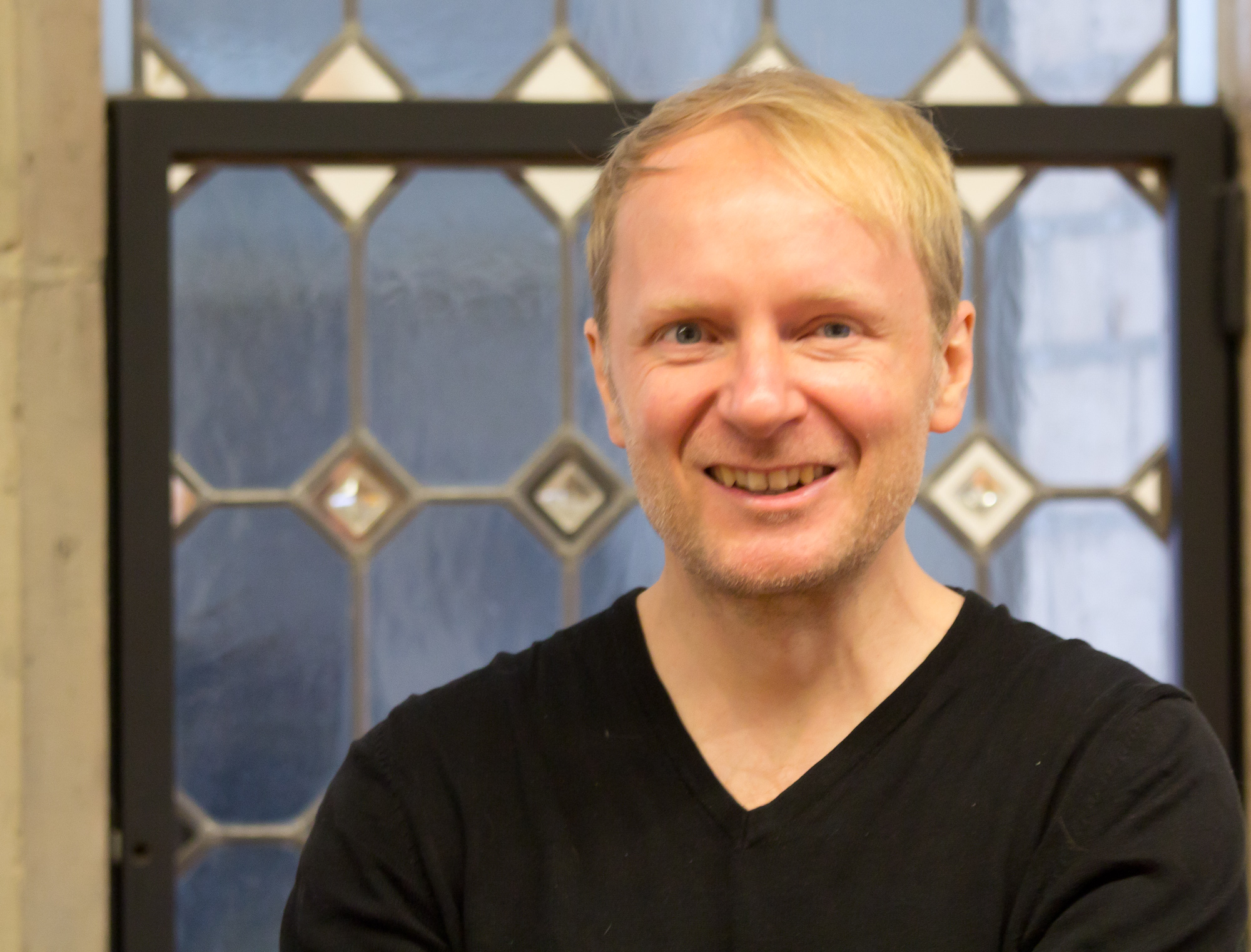
Jochen Schmidt (2014)

Jochen Schmidt (* 9. November 1970 in Ost-Berlin) ist ein deutscher Schriftsteller und Übersetzer.

## Leben
Jochen Schmidt wuchs mit zwei Geschwistern in einem christlich geprägten Elternhaus in Ost-Berlin auf. Seine Eltern sind die Sprachwissenschaftler Renate (1934–2025) und Hartmut Schmidt (* 1934). Bis zum Abschluss der 8. Klasse besuchte Jochen Schmidt eine POS in Berlin-Buch, um 1985 auf die EOS „Heinrich Hertz“ zu wechseln, eine Schule für mathematisch begabte Schüler. Dort legte er 1989 das Abitur ab. Danach studierte Schmidt erst Informatik, dann Germanistik und Romanistik an der Berliner Humboldt-Universität. Während seiner Studienzeit hielt er sich in Brest, Valencia, Rom, New York und Moskau auf, daneben arbeitete er als Französisch-Übersetzer.
1999 war er Mitbegründer der Berliner Lesebühne Chaussee der Enthusiasten, zu der auch die Autoren Dan Richter, Andreas Kampa, Stephan Serin, Kirsten Fuchs, Volker Strübing und Robert Naumann gehörten. In dieser Lesebühne trug Schmidt seitdem regelmäßig Texte vor, die als Kurzprosa teils auch veröffentlicht wurden. Daneben verfasst er Kolumnen für verschiedene Zeitungen, schreibt Reiseführer und Blogtexte und ist als Übersetzer tätig.
Von Juli 2006 bis Januar 2007 las Schmidt jeden Tag 20 der 3900 Seiten von Prousts Suche nach der verlorenen Zeit und veröffentlichte dazu unter dem Titel Schmidt liest Proust jeweils einen Blogbeitrag. Die gesammelten Beiträge – halb Lektürebericht, halb Tagebuch – erschienen 2008 bei Voland & Quist, und wurden im Feuilleton der überregionalen Zeitungen durchgehend positiv besprochen. Der Proust-Experte Michael Maar nannte Schmidts Werk in der Süddeutschen „das originellste Proust-Buch seit Alain de Bottons How Proust can change your life“ (1997). Beginnend 2011 erschienen in der FAZ zwei Serien kurzer Texte von Schmidt, jeweils illustriert von Line Hoven. Die erste Serie mit dem Titel Dudenbrooks erschien nach Abschluss bei Jacoby & Stuart. Die zweite Serie trug den Titel Schmythologie, und befasste sich mit Wörtern, die ihren Ursprung in der griechischen Sprache haben. Auch diese Serie erschien als Buch, diesmal bei C. H. Beck.
Schmidts literarisches Schaffen ist durch eine „Ambivalenz von pointierter Komik und existenzieller Traurigkeit“ geprägt (Killy Literaturlexikon). Gerade weil Schmidts oft autobiographisch inspirierte Texte in der Endzeit der DDR (Schneckenmühle) bzw. der Nachwendezeit (Müller haut uns raus) historisch genau zu verorten sind, falle die Distanz zu politischen Themen auf. Es überwiegen melancholische Erinnerungen an den Alltag. Auch abseits seiner eigenen Erfahrungen konzentriert sich Schmidt auf Charaktere, die scheinbar „aus der Zeit gefallen“ sind, die Geschehnisse werden trotz ihrer Skurrilität mit einem Ton vorgetragen, der Sprachwitz und Ironie einerseits mit Melancholie und „stoischem Erzähltempo“ andererseits vereint.
Schmidt lebt in Berlin und ist aktives Mitglied der deutschen „Autorennationalmannschaft“.

## Werke
- Triumphgemüse. C. H. Beck, München 2000, ISBN 3-406-46609-5 (Erzählungen).

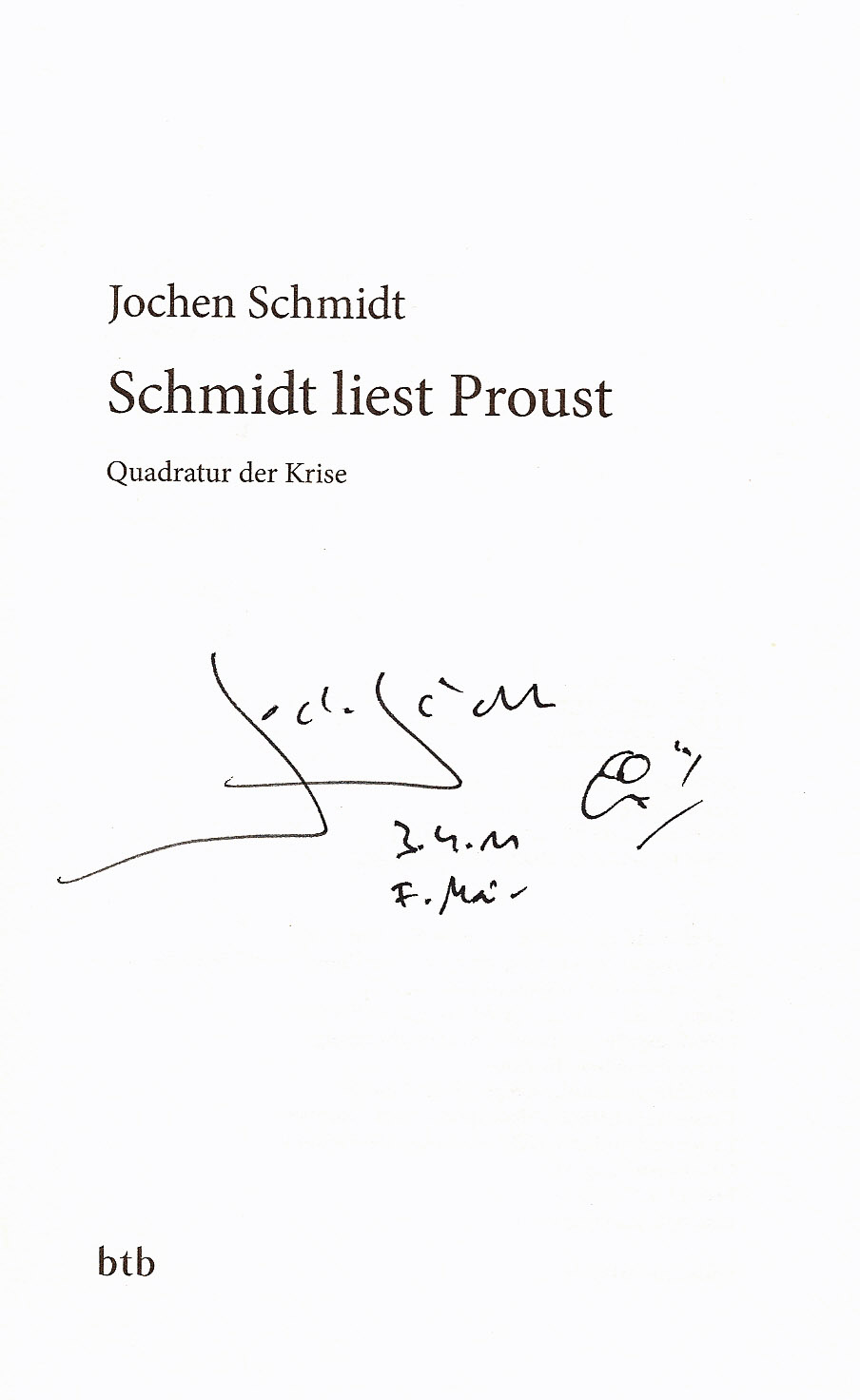
Autograph von Jochen Schmidt

- Plattenbauten. Berliner Betonerzeugnisse. Superclub Nonbook Publishing, Berlin 2001, ISBN 3-00-008790-7 (Quartettspiel).
- Müller haut uns raus. C. H. Beck, München 2002, ISBN 3-406-48699-1 (Roman).
- Seine großen Erfolge. dtv, München 2003, ISBN 3-423-24354-6 (Kurzgeschichten).
- Gebrauchsanweisung für die Bretagne. Piper, München/Zürich 2004, ISBN 3-492-27527-3 (Reise-Essay).
- Chaussee der Enthusiasten. Voland & Quist, Dresden/Leipzig 2005, ISBN 3-938424-07-9 (Kurzgeschichten).
- Meine wichtigsten Körperfunktionen. C. H. Beck, München 2007, ISBN 3-406-56377-5 (Kurzgeschichten).
- Schmidt liest Proust. Voland & Quist, Dresden/Leipzig 2008, ISBN 978-3-938424-31-5 (Journal).
- Weltall. Erde. Mensch. Voland & Quist, Dresden/Leipzig 2010, ISBN 978-3-938424-52-0 (Kurzgeschichten).
- Dudenbrooks, mit Illustrationen von Line Hoven. Jacoby & Stuart, Berlin 2011, ISBN 978-3-941787-50-6. (Nachdruck der gleichnamigen FAZ-Serie[9])
- Schneckenmühle. C. H. Beck, München 2013, ISBN 978-3-406-64698-0 (Roman).
- Gebrauchsanweisung für Rumänien. Piper, München 2013, ISBN 978-3-492-27627-6 (Reise-Essay).
- Schmythologie, mit Illustrationen von Line Hoven. C. H. Beck, München 2013, ISBN 978-3-406-65367-4. (Nachdruck der gleichnamigen FAZ-Serie[10])
- Drüben und drüben. Zwei deutsche Kindheiten, zusammen mit David Wagner. Rowohlt, Reinbek 2014, ISBN 978-3-498-06055-8.
- Der Wächter von Pankow. C. H. Beck, München 2015, ISBN 978-3-406-68186-8.
- Gebrauchsanweisung für Ostdeutschland. Piper, München/Zürich 2015, ISBN 978-3-492-27669-6 (Reise-Essay).
- Ballverliebt. Texte zum Fußball von Jochen Schmidt zu historischen Amateuraufnahmen aus der Sammlung Jochen Raiß. Edel Germany, Hamburg 2016, ISBN 978-3-8419-0508-6.
- Zuckersand, mit Vignetten von Line Hoven. C. H. Beck, München 2017, ISBN 978-3406705090 (Roman).
- Ein Auftrag für Otto Kwant. C. H. Beck, München 2019, ISBN 978-3-406-73376-5 (Roman).
- Gebrauchsanweisung fürs Laufen. Piper, München 2019, ISBN 978-3-492-27721-1.
- Paargespräche, mit Illustrationen von Line Hoven. C. H. Beck, München 2020, ISBN 978-3406749568.
- Ich weiß noch, wie King Kong starb. Ein Florilegium, mit 70 Abbildungen. C. H. Beck, München 2021, ISBN 978-3-406-76637-4.
- Phlox, C. H. Beck, München 2022, ISBN 978-3-406-79308-0.
- Paargespräche - Together forever, mit Illustrationen von Line Hoven, mairisch Verlag, Hamburg 2023, ISBN 978-3-948722-24-1.

Übersetzungen
- Guy Delisle: Shenzhen. Reprodukt, Berlin 2005, ISBN 978-3-938511-07-7 (Graphic Novel).
- Guy Delisle: Pjöngjang. Reprodukt, Berlin 2007, ISBN 978-3-938511-31-2 (Graphic Novel).

## Auszeichnungen
- 1999: Open-Mike-Literaturpreis der Literaturwerkstatt Berlin für den Text Harnusch mäht als wärs ein Tanz (Online (Memento vom 29. Mai 2002 im Internet Archive))
- 2002: Publikumspreis des Steirischen Herbst
- 2004: Kasseler Literaturpreis Förderpreis Komische Literatur
- 2007: Teilnahme am Ingeborg-Bachmann-Wettbewerb mit dem Text Abschied aus einer Umlaufbahn, nominiert durch Ursula März[11]
- 2013: 2. Platz auf der SWR-Bestenliste im Juni mit dem Roman Schneckenmühle
- 2014: Der Roman Schneckenmühle wurde als „Ein Buch für die Stadt“ in Köln und der Region ausgewählt.
- 2022: Longlist zum Deutschen Buchpreis mit Phlox
- 2023: Literaturpreis der Stahlstiftung Eisenhüttenstadt